# Jesse Ramsden
Jesse Ramsden (6 ottobre 1735 – 5 novembre 1800) è stato un ottico inglese.

## Biografia
Fu uno dei più famosi costruttori inglesi di strumenti scientifici della seconda metà del XVIII secolo. A Ramsden si deve l'invenzione (1775) di una delle prime macchine da dividere, capace di tracciare le scale graduate su sestanti e su altri strumenti nautici e astronomici (una macchina per dividere i cerchi fu costruita a Firenze nel 1762. È conservata al Museo della Scienza Galileo Galilei di Firenze, insieme ad una macchina coeva per dividere le rette, pure costruita a Firenze). Ramsden migliorò la manifattura di sestanti, di teodoliti, di barometri, di micrometri e di innumerevoli altri apparecchi.
Fra i più importanti strumenti da lui costruiti ricordiamo il grande cerchio astronomico dell'Osservatorio di Palermo. Nel 1786 fu eletto membro della Royal Society di Londra e, otto anni dopo, dell'Accademia Imperiale di San Pietroburgo. Nel 1795 gli fu conferita la Copley Medal, la più significativa onorificenza scientifica del tempo istituita dalla Royal Society nel 1736 grazie al lascito di Sir Godfrey Copley.
Ebbe diversi allievi, tra cui William Cary.

## Opere
- 1777 - Description of an Engine for dividing Mathematical Instruments.